# リュミエール・リヨン第2大学
リュミエール・リヨン第2大学（仏語: Université Lumière Lyon 2）は、リヨン市に本部を置くフランスの公立大学である。1973年に設置。